# Smolinská jeskyně
Smolinská jeskyně (rusky Смолинская пещера) představuje jeden z nerozsáhlejších jeskynních systémů ve Sverdlovské oblasti Ruské federace. Jeskyně, která se nachází na horním toku řeky Iseť necelých 20 km západně od města Kamensk-Uralskij, je díky své geomorfologické a historické hodnotě od roku 2001 chráněná jako přírodní památka.

## Geografická poloha
Smolinská jeskyně leží v rokli na pravém břehu Isetě mezi vesnicemi Bekleniščevo (Бекленищево) a Smolino (Смолино), přibližně 1 km východně od vsi Gornyj (Горный) v městském okruhu Kamensk-Uralskij v nejjižnější části Sverdlovské oblasti. Jedná se o krasové vápencové území na okraji východního předhůří Středního Uralu, které náleží do Kamenského podokrsku Sucholožsko-Kamenského speleologického okrsku (Сухоложско-Каменский спелеорайон, Каменский подрайон) . Ve vzdálenosti několika set metrů od jeskyně jsou na toku řeky Isetě, sevřené v těchto místech Bekleniščevskými skalami, peřeje Revun.

## Popis jeskyně
Vchod do jeskyně se nachází jen asi 150 metrů od pravého břehu Isetě. Vchod je situován na pravé straně suchého krasového žlebu ve výšce 12 metrů ode dna rokle.

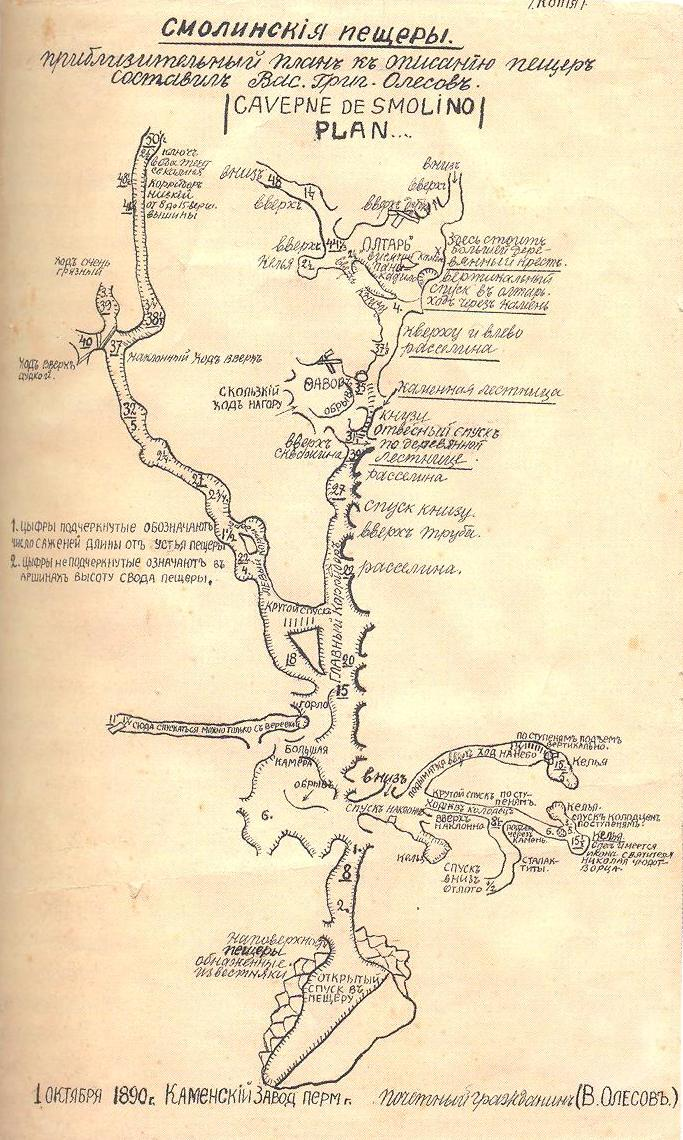
První plánek jeskyně, vypracovaný v roce 1890 V. G. Olesovem

Potok Smoljanka, který protéká žlebem o několik desítek metrů výše, se nedaleko jeskyně noří pod zem. Druhý ponor, kterým jsou odváděny vody po deštích v podzimním období, je naproti vchodu do jeskyně v údolnici na dně krasového závrtu. Další závrty se nacházejí na plošinách v okolí jeskyně. Ve vápencovém masívu kolem jeskyně je několik otvorů, tzv. falešných vchodů, ve skutečnosti ale má jeskyně vchod jen jeden. Vchod je úzký, avšak po několika metrech se chodba rozšiřuje. Asi 25 metrů od vchodu je první větší prostora, označovaná jako „Большая келья“ („Velká mnišská cela“), která má rozměry 7 krát 25 metrů a je vysoká 3 až 4 metry. Stěny chodeb jsou hladké, periodicky omývané podzimními záplavami, podlahy chodeb a sálů jsou pokryty hlínou. Vnitřní teplota v jeskyni je stálá, pohybuje se kolem 4 až 5,5 °C. Jeskynní systém je rozložen ve dvou úrovních a při průzkumu v roce 1962 byla jeho hloubka stanovena na 32 metrů. Jeskyně je suchá, jen v jednom vzdálenějším místě ze skály tryská pramen.
Až do poloviny 20. století obývala Smolinskou jeskyni mimořádně početná kolonie netopýra vodního (V. G. Olesov, který jeskyni navštívil v letech 1852, 1858 a 1890, hovořil dokonce o desetitisících netopýrů). Na počátku 60. let 20. století se počet přezimujících jedinců snížil na jednu šestinu a v roce 1974 zde bylo nalezeno již jen 15 netopýrů. Hlavní příčinou tohoto úpadku jsou neukáznění návštěvníci, kteří ruší zvířata v jejich zimních spánku, netopýry zraňují nebo je vynášejí z jeskyně.

## Historie

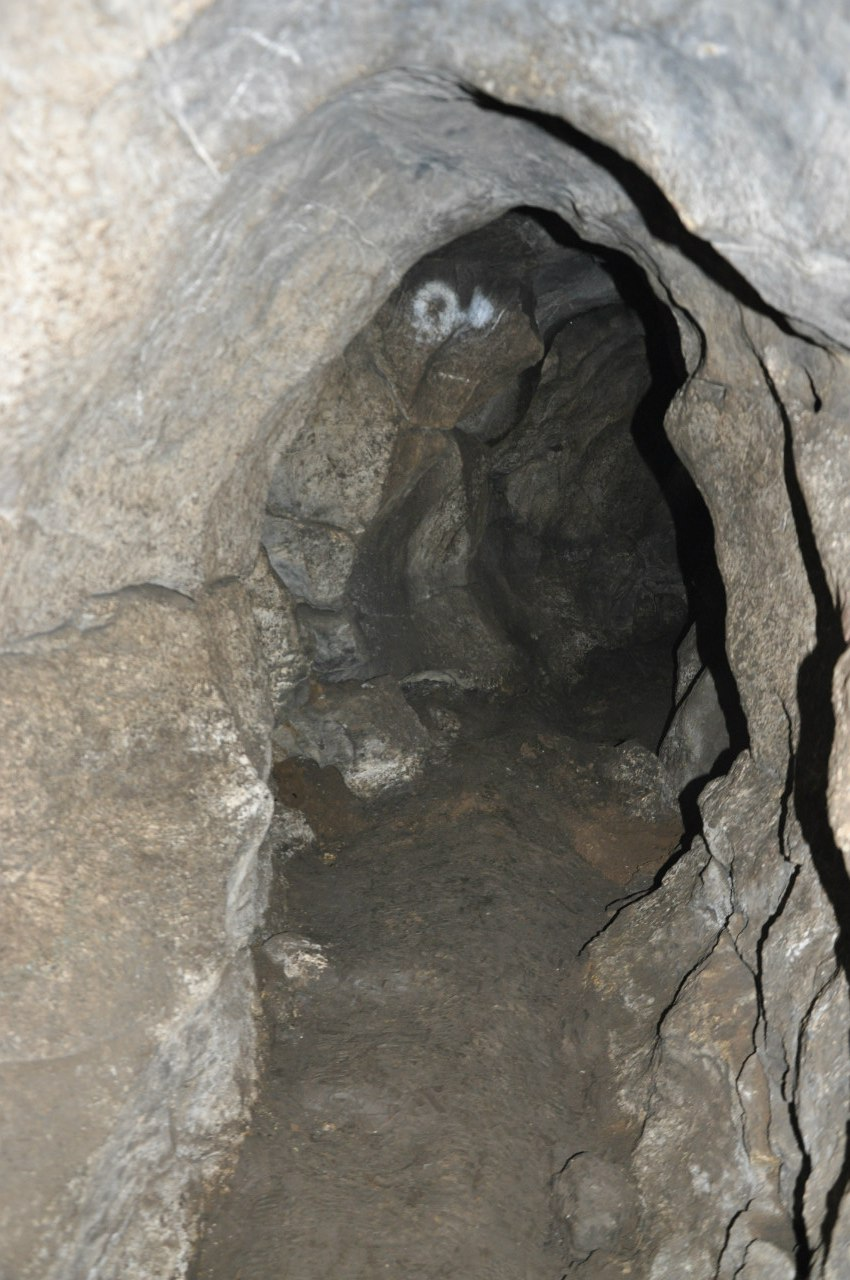
Jedna z jeskynních chodeb

Smolinská jeskyně byla známa již od poloviny 19. století. V roce 1889 vyšel v novinách „Jekatěrinburský týden“ („Екатеринбургская неделя“) článek S. Vojtěchova (С. Войтехов) s popisem jeho návštěvy jeskyně. Jeskyni důkladně prozkoumal v srpnu roku 1890 Vasilij Grigorjevič Olesov (Василий Григорьевич Олесов), který v oblasti Kamenska působil jako správní úředník a zároveň se zabýval vlastivědným bádáním. Jeho podrobná zpráva o návštěvě jeskyně byla spolu s náčrtkem jeskynního systému publikována v roce 1895 v  „Zápiscích UOLE“ („Записки УОЛЕ“, УОЛЕ = Уральское общество любителей естествознания).
Jak S. Vojtěchov, tak i V. Olesov při popisu jeskyně používali pro jednotlivé vnitřní prostory názvy jako „Большая келья“ („Velká mnišská cela“) nebo pro druhý největší podzemní sál „Фавор“  („Tábor“, název biblické hory v Galileji). Je zde popsána menší uměle upravená „Kелья“ („Mnišská cela“), tehdy doplněná dokonce dřevěným obložením a dveřmi,průchody „На небо“  („Do nebe“) či  „Дорога в aд“ („Cesta do pekla“), vnitřní galerie  „Рай“ („Ráj“) a další upravená prostora  „Алтарь“ („Oltář“). Jak skutečnost, že některé vnitřní sály a chodby se schody jsou uměle upraveny, tak i názvy tak u jejich názvy souvisí s historií jeskyně. Ještě v 19. století Smolinskou jeskyni obývali mniši, příslušníci náboženského hnutí starověrců neboli staroobřadníků, kteří se zde ukrývali před pronásledováním. Například v tzv. „Oltáři“ byl umístěn velký dřevěný kříž, ve výklenku v čele skalní místnosti byl vyobrazen další kříž, obklopený paprsky a stěny svatyně byly již v roce 1890 popsány stovkami jmen. V jeskyni se konaly také bohoslužby. V záznamech Jekatěrinburské eparchie je zmínka o tom, je v letech 1850 až 1855 jeskyni obývala komunita řeholníků, ale po pěti letech byli mniši vyhnáni policií. Jednotlivé řeholníky však bylo možno v potkat v jeskyni i na počátku v 90. let 19. století. Podle svědectví obyvatel Smolina dokonce ještě v době druhé světové války v chatrči u vchodu do jeskyně žil starý poustevník. Starší události, týkající se neklidných dob na počátku 18. století a související s různorodým národnostním složením obyvatel této oblasti a se vpády baškirských nájezdníků, se odrážejí v „Pověsti  o Burchanovi a Smolinské jeskyni“ („Сказ о Бурхане и Смолинской пещере“).
V roce 1962 členové Sverdlovské (tehdejší název Jekatěrinburgu) městské speleologické sekce znovu jeskyni prozkoumali a vypracovali její přesnější plánek. Délka jeskynního systému byla tehdy odhadnuta na přibližně 500 metrů. Na základě průzkumu, provedeného v roce 2015, musel být tento údaj revidován. Oficiálně potvrzená délka Smolinské jeskyně je od roku 2015 celkem 890 metrů, avšak průzkum jeskyně dále pokračuje. Hloubka jeskynního systému byla v roce 2015 upřesněna na 28 metrů.
Na základě rozhodnutí arcibiskupa jekatěrinburského a věrchoturského Vikentije a s podporou představených kláštera v Kamensku-Uralském byl v roce 2004 nedaleko vchodu do Smolinské jeskyně vztyčen 2,5 metrů vysoký pamětní kříž.